# Brian Wilson Presents Smile
Brian Wilson Presents Smile è il sesto album in studio solista di Brian Wilson, con testi di Van Dyke Parks, pubblicato nel 2004. Con quest'opera Wilson, Parks, e Darian Sahanaja completarono il leggendario album "perduto" dei Beach Boys intitolato Smile, rimasto incompiuto sin dal 1967.

## Antefatto
Le sessioni per lo Smile originale iniziarono nel 1966, dopo la pubblicazione dell'album Pet Sounds, basandosi sulle tecniche di registrazione innovative sperimentate con successo da Wilson per l'ultimo singolo della band, Good Vibrations.
A causa di una combinazione di fattori quali le perplessità degli altri membri del gruppo (specialmente Mike Love) e della Capitol Records, le difficoltà tecniche di registrazione (dato che molte delle idee di Brian erano così innovative e all'avanguardia per i tempi che la tecnologia dell'epoca non era ancora in grado di metterle in atto), e la fragilità psichica dello stesso Brian colpito da un profondo esaurimento nervoso, il progetto dell'album collassò e venne cancellato nel 1967 rimanendo circondato da un alone di mistero per decenni.
Stralci delle registrazioni originarie del periodo 1966-67 ricomparvero in svariati bootleg e la band stessa pubblicò nel corso degli anni alcuni brani scritti inizialmente per Smile nei successivi album dei Beach Boys in versioni riarrangiate e ri-registrate.

## Il disco

### Resurrezione diSmile
Wilson, dopo molti anni nei quali ogni riferimento alla possibilità che un giorno egli potesse terminare l'opera o almeno eseguire qualcuna delle canzoni del periodo veniva inesorabilmente da lui negata, ricominciò a provare alcuni dei brani di Smile nel suo studio casalingo. Alla fine del 2003 egli decise non solo di terminare finalmente l'album, ma persino di suonarlo interamente dal vivo in concerto. La nuova versione di Smile venne messa insieme avvalendosi nuovamente della collaborazione di Van Dyke Parks che scrisse nuovi testi dove quelli vecchi erano andati perduti o mancavano del tutto nelle registrazioni del 1966-67, e dei musicisti della sua tour band.
Smile debuttò in concerto il 20 febbraio 2004 alla Royal Festival Hall di Londra, 37 anni dopo la sua prima ideazione. Tra gli spettatori della serata inaugurale ci furono anche il produttore George Martin e l'ex Beatle Paul McCartney. L'esibizione venne accolta da una standing ovation che durò circa 5 minuti e Brian invitò sul palco anche un Parks vistosamente commosso. A questo show fecero seguito diverse altre esibizioni nel Regno Unito.
Dato che molte delle vecchie registrazioni consistevano semplicemente in brevi frammenti incompleti, Brian decise di ri-registrare completamente l'album, utilizzando però le basi originali, in modo da conservare quel particolare "sound" dei Beach Boys dell'epoca. Le sessioni di registrazione per la nuova versione di Smile iniziarono nell'aprile 2004. Le tracce base furono incise negli studi Sunset Sound in soli quattro giorni, mentre le sovraincisioni e i mixaggi vari proseguirono in maggio e giugno.
Nell'album venne inclusa anche la versione di Good Vibrations con il testo scritto da Tony Asher anziché quella pubblicata su singolo nell'ottobre '66 con il testo opera dello stesso Wilson e di Mike Love.
Il "nuovo" album fu seguito da due tournée negli Stati Uniti, da concerti in Australia e Nuova Zelanda, e in vari Paesi dell'Europa.
Alla fine del 2004, il canale satellitare Showtime produsse un documentario sulla storia della resurrezione di Smile, intitolato Beautiful Dreamer: Brian Wilson and the Story of Smile.

## Accoglienza
| Recensione           | Giudizio |
| -------------------- | -------- |
| AllMusic             | [ 1 ]    |
| Entertainment Weekly | A        |
| The Guardian         | [ 3 ]    |
| NME                  | 9/10     |
| The Observer         | [ 5 ]    |
| Pitchfork            | 9.0/10   |
| Q                    | [ 7 ]    |
| Rolling Stone        | [ 8 ]    |
| Uncut                | [ 9 ]    |
| The Village Voice    | A+       |

Il disco debuttò alla posizione numero 13 della classifica di Billboard 200, aggiudicandosi in seguito 3 nomination ai Grammy Awards, e vincendo il premio "Best Rock Instrumental Performance" per la canzone Mrs. O'Leary's Cow. In Gran Bretagna l'album salì fino alla posizione numero 7 in classifica. L'album ricevette generalmente buone recensioni e commenti lusinghieri da parte della critica.
John Bush di AllMusic definì la nuova versione di Smile "un pezzo di notevole musica pop irresistibile ed incompiuta", ma aggiunse che comunque "non è all'altezza di Sgt. Pepper's Lonely Hearts Club Band dei Beatles o del capolavoro di Wilson stesso, Pet Sounds".
Nel dicembre 2009, Rolling Stone posizionò Smile alla posizione numero 88 nella loro lista dei migliori 100 album del decennio.
Una persona che non fu contenta della pubblicazione del "nuovo" Smile, fu il Beach Boy Mike Love, cugino di Wilson, che citò in giudizio Brian Wilson nel 2005, affermando che la ri-registrazione da parte di Wilson dei brani originariamente registrati dai Beach Boys nel 1966-67 aveva causato danni d'immagine al gruppo per svariati milioni di dollari. Tuttavia, la causa intentata da Love venne archiviata da un giudice federale, che determinò non esistesse più ormai da molti anni nessuna partnership musicale tra Love e Wilson all'epoca della rielaborazione dei brani di Smile.

## Tracce
Testi e musiche di Brian Wilson & Van Dyke Parks, eccetto dove indicato.
1. Our Prayer/Gee – 2:09 (Brian Wilson/William Davis, Morris Levy)
2. Heroes and Villains – 4:53
3. Roll Plymouth Rock – 3:48
4. Barnyard – 0:58
5. Old Master Painter/You Are My Sunshine – 1:04 (Haven Gillespie, Beasley Smith/Jimmie Davis, Charles Mitchell)
6. Cabin Essence – 3:27
7. Wonderful – 2:07
8. Song for Children – 2:16
9. Child Is Father of the Man – 2:18
10. Surf's Up – 4:07
11. I'm in Great Shape/I Wanna Be Around/Workshop – 1:56 (Brian Wilson, Van Dyke Parks/Johnny Mercer, Sadie Vimmerstedt/Brian Wilson)
12. Vegetables – 2:19
13. On a Holiday – 2:36
14. Wind Chimes – 2:54
15. Mrs. O'Leary's Cow (Fire) – 2:27 (Brian Wilson)
16. In Blue Hawaii – 3:00
17. Good Vibrations – 4:36 (Brian Wilson, Tony Asher, Mike Love)

Bonus tracks
1. Heroes and Villains (Instrumental) – 4:46
2. Cabin Essence (Instrumental) – 3:27
3. On a Holiday (Instrumental) – 2:36
4. Wind Chimes (Instrumental) – 2:54

## Formazione
- Brian Wilson – composizione (musica), voce, e pianoforte
- Van Dyke Parks – composizione (eccetto Good Vibrations) (testi)
- Tony Asher – composizione Good Vibrations (testo)

Brian Wilson Band
- Scott Bennett – voce, tastiere, mallet, chitarra
- Nelson Bragg – voce, percussioni, fischietto, sedano
- Jeffrey Foskett – voce, chitarra, martello
- Probyn Gregory – voce, chitarra, ottoni, theremin, fischietto
- Jim Hines – batteria, mallets, sega, effetti sonori vari
- Bob Lizik – basso, chitarra
- Paul Mertens – legni, sax, armonica
- Taylor Mills – voce, trapano, battiti di mano
- Darian Sahanaja – voce, tastiere, mallet, trapano
- Nick Walusko – voce, chitarra

Stockholm Strings 'n' Horns
- Staffan Findin – trombone
- Andreas Forsman – violino
- Erik Holm – viola
- Anna Landberg – violoncello
- Malin-My Nilsson – violino
- Björn Samuelsson – trombone
- Victor Sand – sassofono, flauto, clarinetto
- Markus Sandlund – violoncello

Altri musicisti
- Dave Stone - basso acustico